# One Piece: Mezase kaizoku ō!
One Piece: Mezase kaizoku ō! (ONE PIECE 〜めざせ海賊王!〜?, Wan Pīsu: Mezase kaizoku ō!), è un videogioco di ruolo uscito esclusivamente in Giappone, per WonderSwan, basato sul manga e anime One Piece; è stato pubblicato nel 2000 da Bandai. Questo è il primo videogioco di One Piece.

## Trama
La storia del videogioco ricalca piuttosto fedelmente la trama di One Piece dall'inizio sino all'arco narrativo di Rogue Town e del film One Piece - Per tutto l'oro del mondo.

## Personaggi

### Personaggi utilizzabili
- Monkey D. Rufy
- Roronoa Zoro
- Nami
- Usop
- Sanji

### Boss
- Morgan mano d'ascia
- Bagy
- Kuro
- Creek
- Arlong
- Smoker
- El Dorago

## Modalità di gioco
Il gameplay è come quello di un tradizionale RPG. La ciurma di Cappello di Paglia dovrà navigare per le varie isole cercando gli avversari da combattere e sconfiggere.

## Accoglienza
Al momento dell'uscita, i quattro recensori della rivista Famitsū hanno dato un punteggio di 19/40.